# ジェフェルソン・サバリーノ
ジェフェルソン・ダビド・サバリーノ・キンテーロ（Jefferson David Savarino Quintero,  1996年11月11日 - ）は、ベネズエラ・スリア州マラカイボ出身のプロサッカー選手。カンピオナート・ブラジレイロのボタフォゴFR所属。ポジションはフォワード。

## 来歴
2012-13シーズンに国内リーグのスリアでプロデビュー。2016年シーズンに公式戦45試合で18得点を記録し、注目される。
2017年5月9日、メジャーリーグサッカー (MLS) のレアル・ソルトレイクへのローン移籍が決定。同年7月18日のマンチェスター・ユナイテッドとのプレシーズンテストマッチでは、先制点となるアシストを記録。2017年シーズンは22試合6得点を記録し、シーズン終了後に完全移籍が決まった。
2020年2月7日、アトレチコ・ミネイロへの移籍が発表された。

## ベネズエラ代表
2014年にU-21のベネズエラ代表に招集。2017年6月14日のアメリカ代表戦で、フル代表初出場。2018年11月の日本戦のメンバーにも招集された。

## 個人成績
| ベネズエラ代表 | 国際Aマッチ | 国際Aマッチ |
| 年             | 出場        | 得点        |
| -------------- | ----------- | ----------- |
| 2017           | 1           | 0           |
| 2018           | 5           | 0           |
| 2019           | 7           | 1           |
| 2020           | 3           | 0           |
| 2021           | 8           | 0           |
| 2022           | 6           | 1           |
| 2023           | 6           | 1           |
| 2024           | 10          | 1           |
| 2025           | 1           | 0           |
| 通算           | 47          | 4           |